# Záblatíčko
Záblatíčko (dříve Malé Záblatí) je malá vesnice, část obce Dříteň v okrese České Budějovice v Jihočeském kraji. Nachází se asi 5,5 kilometru západně od Dřítně. Prochází tudy železniční trať Plzeň – České Budějovice. Je zde evidováno 50 adres. V roce 2011 zde trvale žilo 71 obyvatel.
Záblatíčko leží v katastrálním území Záblatí o výměře 18,86 km².

## Historie
Dřívější používaný název vesnice je Malé Záblatí. První písemná zmínka o Záblatíčku pochází z roku 1490. Vesnice patřila pod správu hradu, později zámku, Hluboká (kromě let 1617–1622). V roce 1654 zde bylo vedeno deset osazených usedlostí a tři pusté.

## Obyvatelstvo
| Rok            | 1869 | 1880 | 1890 | 1900 | 1910 | 1921 | 1930 | 1950 | 1961 | 1970 | 1980 | 1991 | 2001 | 2011 | 2021 |
| -------------- | ---- | ---- | ---- | ---- | ---- | ---- | ---- | ---- | ---- | ---- | ---- | ---- | ---- | ---- | ---- |
| Počet obyvatel | 181  | 200  | 208  | 215  | 253  | 249  | 234  | 181  | 173  | 140  | 112  | 107  | 80   | 71   | 68   |
| Počet domů     | 28   | 32   | 32   | 32   | 36   | 37   | 40   | 43   | 41   | 37   | 34   | 33   | 43   | 45   | 45   |

## Obecní správa
Při sčítání lidu v letech 1850–1913 Záblatíčko bylo osadou obce Záblatí, se kterým patřilo nejprve do okresu Budějovice, ale v letech 1880–1913 v okrese Písek. V letech 1914–1962 bylo samostatnou obcí, se kterým patřilo nejprve do okresu Písek, ale v roce 1950 v okrese Vodňany a od roku 1960 v okrese České Budějovice. Od 1. ledna 1963 do 31. března 1976 bylo znovu částí obce Záblatí v okrese České Budějovice. Od 1. dubna 1976 je částí obce Dříteň v okrese České Budějovice.

## Pamětihodnosti
- Kostel Panny Marie – kulturní památka České republiky. Tento kostel byl postaven roku 1900 na dosud nezastavěném návrší na jihozápadním okraji vsi. Neogotický kostel má obdélníkovou loď s věží v západním průčelí.[5]
- Rýžoviště (sejpy)
- Výklenková kaplička se nachází v těsném sousedství kostela. Tato pozdně barokní kaple nese v průčelí křídlového štítu dataci 1826.[5]
- Poblíž kostela se nalézá drobný litinový kříž.[5]
- V západní části návsi se nachází pomník obětem světových válek.[5]
- Kamenný kříž v ohrádce na severní části návsi je z roku 1909.[5]
- Ve vesnici se nachází soubor zděné lidové architektury. Nejhodnotnější je areál kovárny s chalupou čp. 14 z druhé poloviny 19. století, který se nalézá uprostřed návsi. Náves je lemovaná většinou podélně orientovanými usedlostmi. Záblatíčko bylo navrženo k prohlášení za vesnickou památkovou zónu.[5]

## Galerie

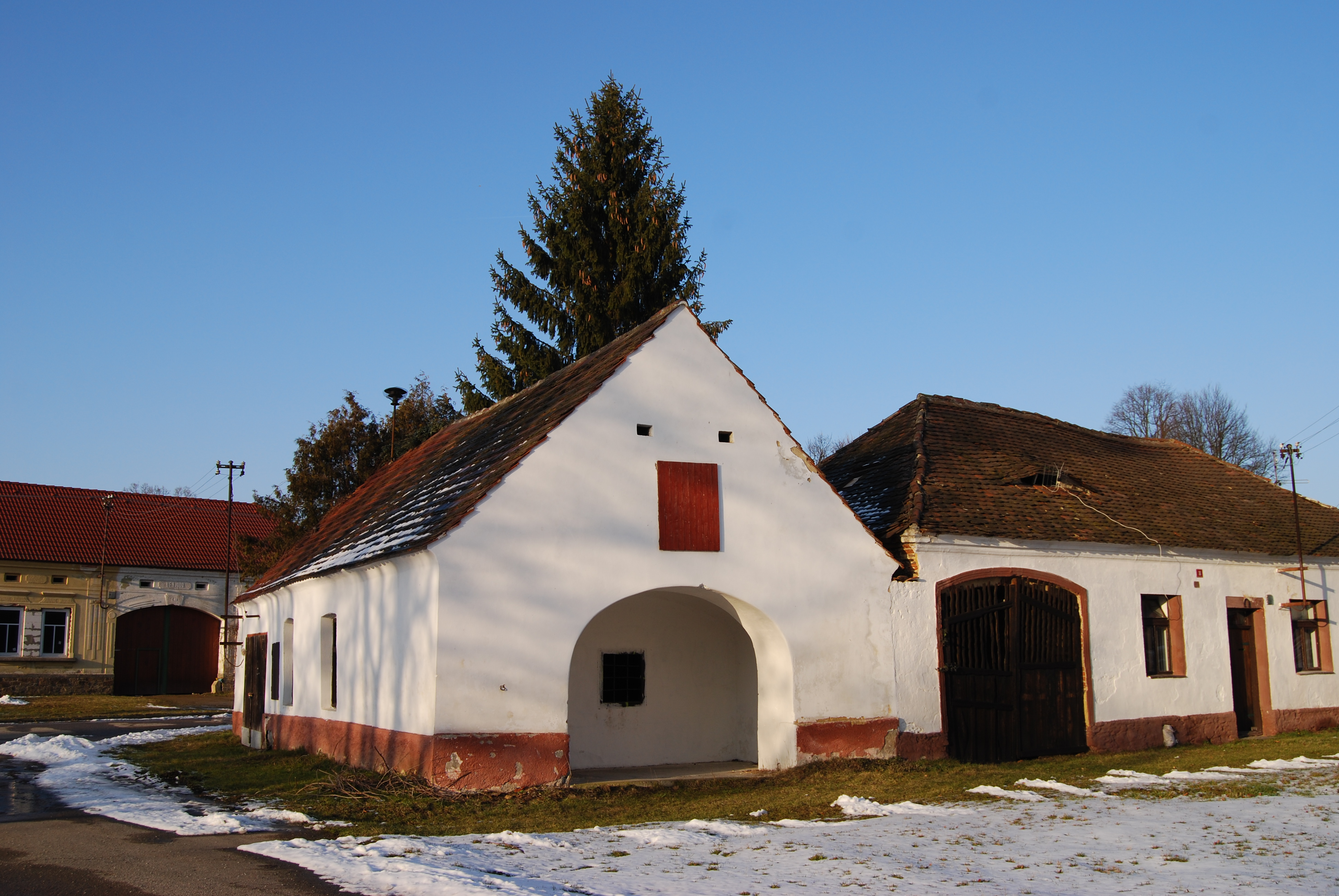
Kovárna a chalupa čp. 14
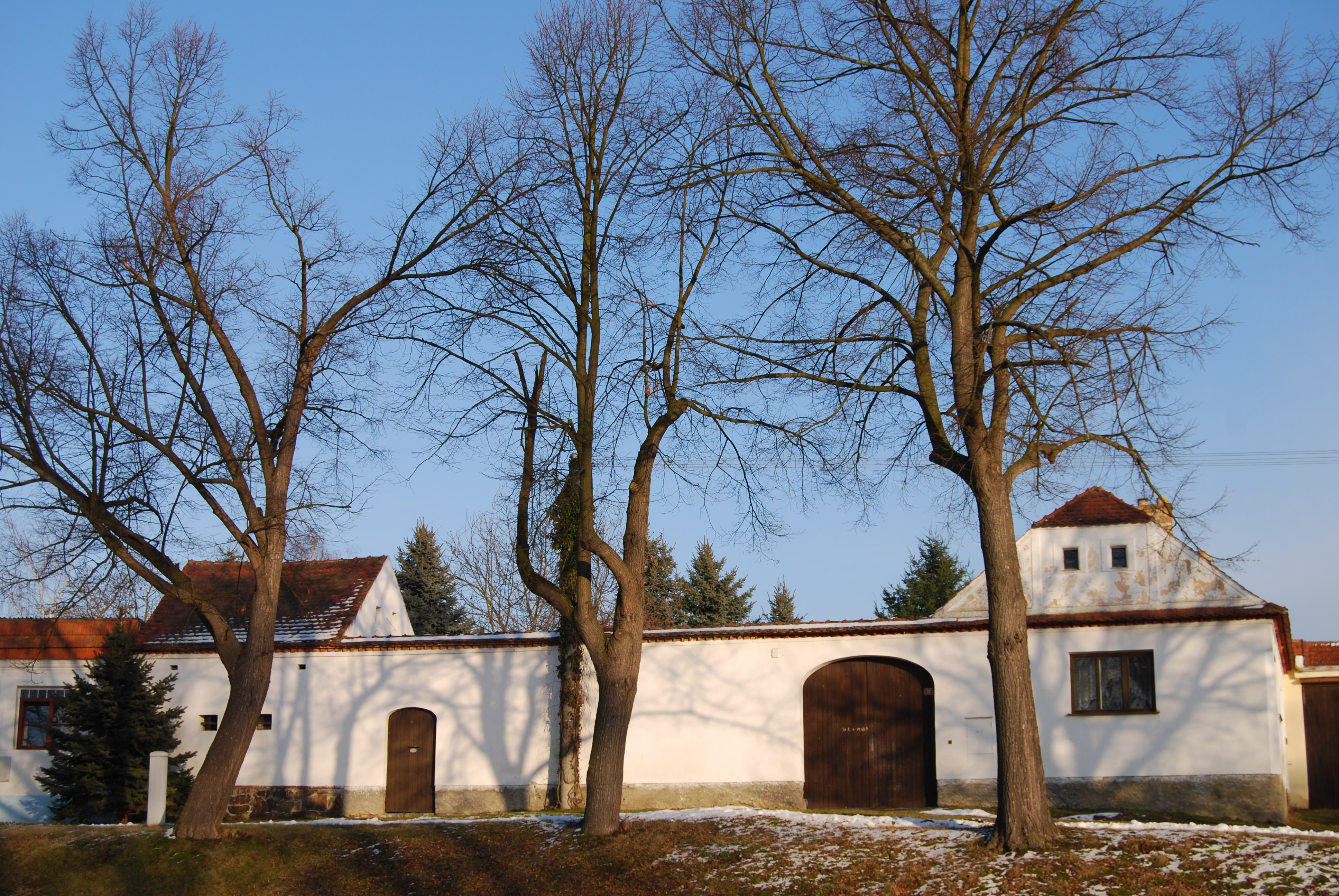
Usedlost na návsi
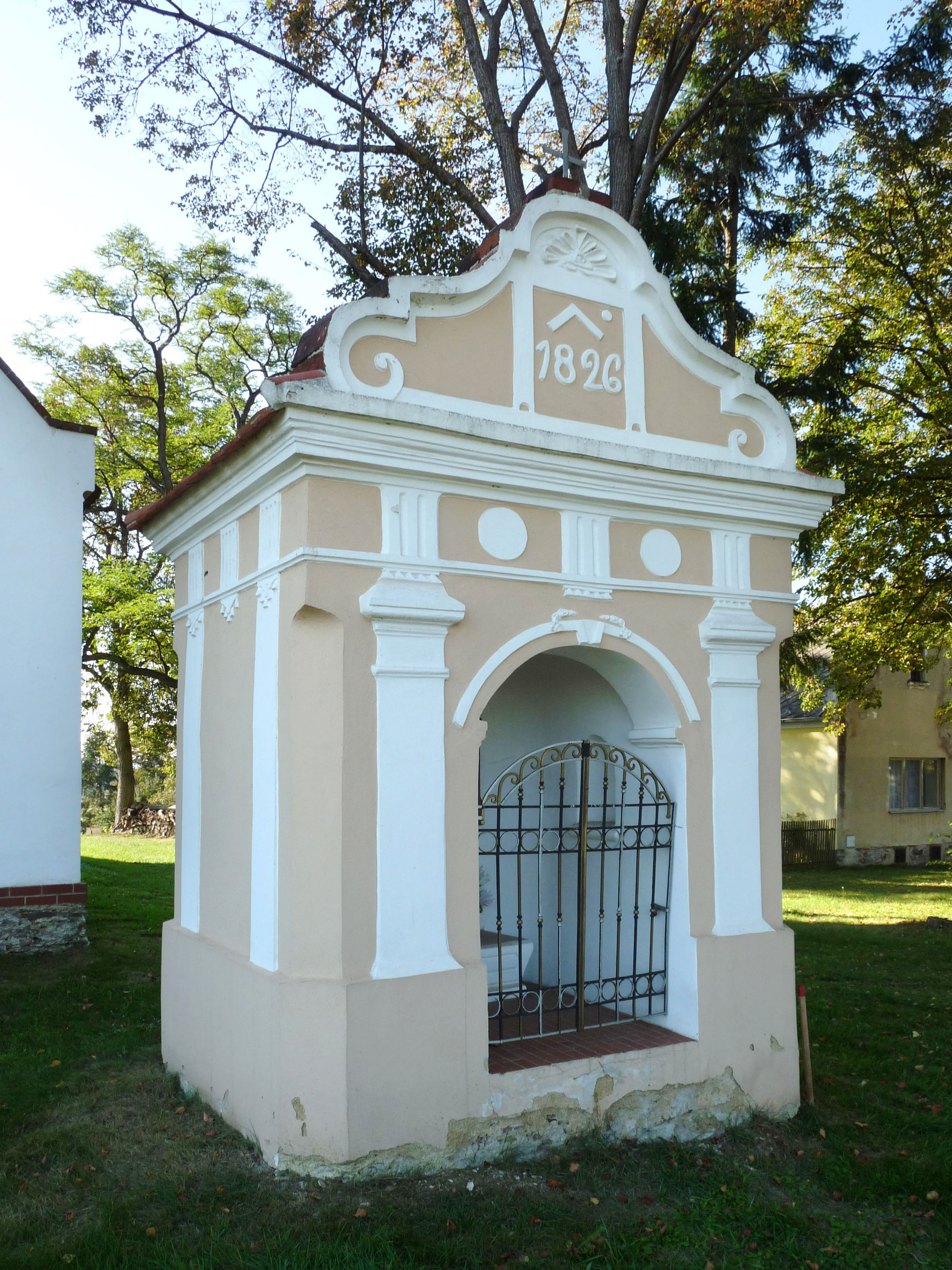
Kaple poblíž kostela
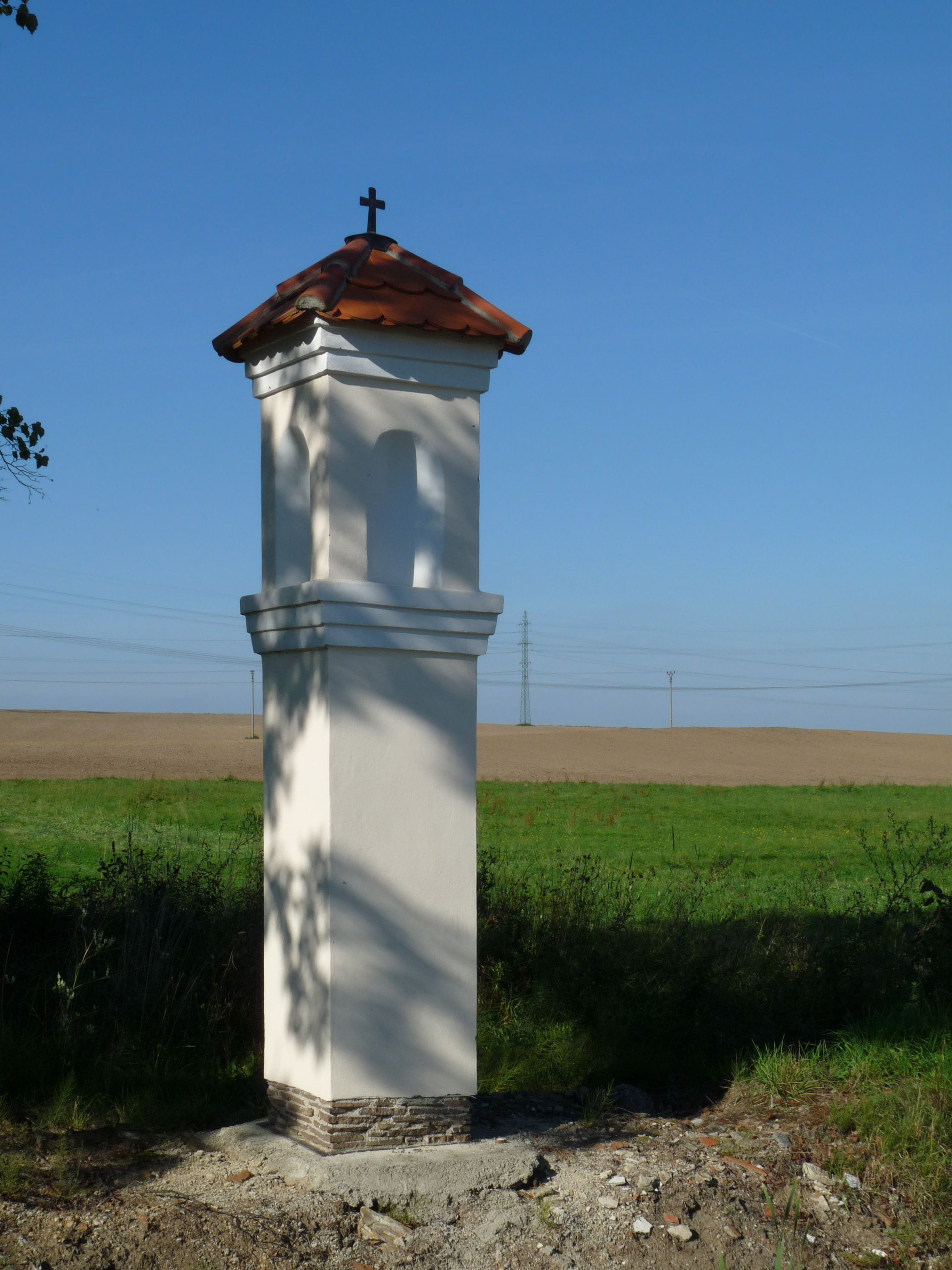
Boží muka